# Ducati Multistrada
La Ducati Multistrada è una moto di categoria on/off prodotta da Ducati a partire dal 2003 e giunta alla quarta generazione.

## Descrizione

### Prima serie (2003-2009)
Al momento della presentazione era disponibile un'unica versione con motore Desmodue DS da 1000 cm³ e 83 CV con frizione a secco, tipica delle Ducati dell'epoca. Nel 2005 sono state introdotte due nuove versioni: la 1000S DS e la 620 dotata del Desmodue da 620 cm³ e 63 CV. La versione S si differenzia dalla base nel reparto sospensioni e in alcuni dettagli della carenatura realizzati in fibra di carbonio. Le sospensioni della versione S sono prodotte dalla Öhlins.
Una Ducati Multistrada 620 ha partecipato alla spedizione Overland 11 "La grande sfida", in compagnia della vecchia Itala e degli altri mezzi di Overland. Vestita di una livrea rigorosamente arancione, la Ducati ha affrontato non solo i 14.000 km da Parigi a Pechino, ma anche intemperie, fango e tante altre difficoltà, riuscendo egregiamente a raggiungere l'obiettivo.
Con l'aggiornamento 2007 cambiano le motorizzazioni della Multistrada: i nuovi modelli sono la 1100 e la 1100 S che resteranno in produzione fino al 2009.
Entrambe montano un motore bicilindrico a L di 1078 cm³ da 95 CV catalizzato della famiglia Desmodue DS. Lo stesso motore equipaggiava la Ducati Hypermotard, ma per la Multistrada si è preferito passare ad una più silenziosa frizione a bagno d'olio. La versione base è disponibile solo nella colorazione rossa ed è equipaggiata con sospensioni Marzocchi e Sachs, mentre per la versione S (che mantiene le sospensioni Öhlins) esistono anche le colorazioni nera e bianco perla.
Le sue caratteristiche principali sono l'agilità e la facilità di guida che ne fanno una "regina dei tornanti", le strade di montagna sono il suo ambiente naturale tanto che per promuoverla Ducati ha inventato la Centopassi, sorta di raduno itinerante che per due o tre giorni porta su e giù per le Alpi i partecipanti.

### Seconda serie (2010-2014)

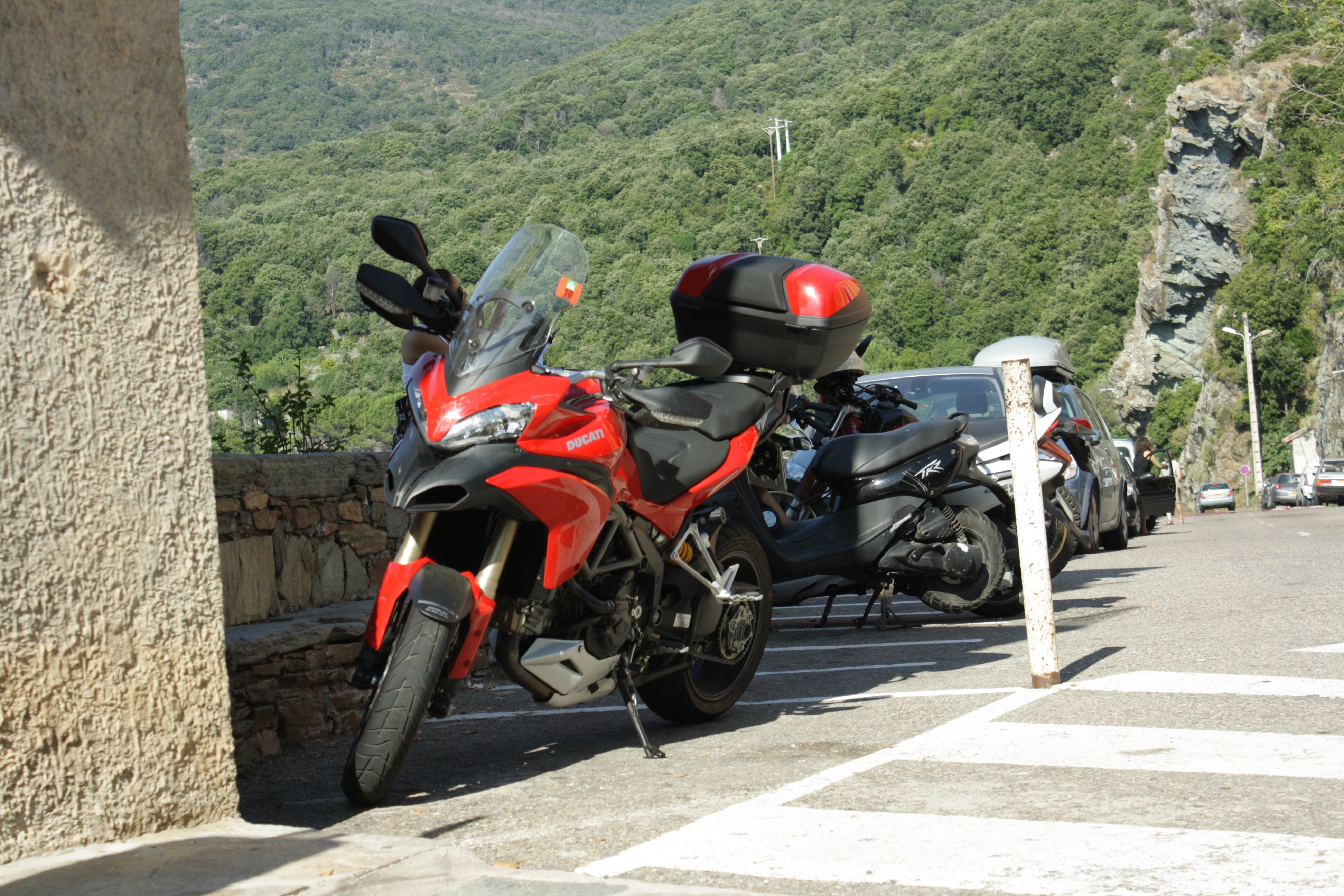
Una Ducati Multistrada 1200 II serie

Nel 2010 è stata presentata la seconda serie, con un design completamente rivisto e il nuovo motore Testastretta 11° da 1198 cm³ con raffreddamento a liquido e quattro valvole per cilindro derivato dalla Ducati 1198 stradale.
Le migliorie apportate sono state diverse: il motore, derivato dai modelli sportivi, è stato rivisto nell'angolo di apertura delle valvole per fornire un'erogazione e una potenza più gestibile, fornisce ora una potenza di 110,3 kW (150 CV) a 9250 giri con una coppia di 118,7 Nm (12,1 Kgm) a 7500 giri. Tra le principali innovazioni c'è anche l'equipaggiamento di una centralina sofisticata, capace di selezionare 4 modi di funzionamento differenti: permette di selezionare le configurazioni "Sport", "Touring", "Urban" ed "Enduro" intervenendo sulle sospensioni (per le versioni 1200 S), sulla sensibilità dell'ABS, del controllo di trazione e sull'erogazione della potenza del motore, dove, nel caso della configurazione Enduro e Urban, la potenza viene ad esempio ridotta a 100 CV. Tutte queste configurazioni sono attivabili con una semplice pressione su un tasto del manubrio.
Sono disponibili inoltre svariati accessori, come le borse laterali (nella versione Touring) per permettere lunghi viaggi, anche in coppia. 
L'allestimento S prevede sospensioni Öhlins a controllo elettronico passivo DES (Ducati Electronic Suspension).
Nel 2011 viene introdotta una versione speciale denominata 1200 S Pikes Peak, per celebrare la vittoria di Greg Tracy nell'edizione 2010 dell'omonima cronoscalata. Tecnicamente ricalca le caratteristiche della Multistrada S a cui si aggiungono componenti in fibra di carbonio, silenziatore Termignoni omologato, cupolino racing e dettagli estetici specifici.
Con la gamma 2013 la Multistrada riceve un aggiornamento di motore, montando il Testastretta 11° DS da 1198 cm³ caratterizzato nuovamente dall'accensione dual spark e da migliorie nei sistemi di iniezione e alimentazione. Queste modifiche consentono di ridurre i consumi mantenendo la stessa potenza di 150 CV a 9250 giri, e migliorando il valore di coppia massima che raggiunge i 124,5 Nm (12,7 Kgm). L'allestimento S è ora dotato di sospensioni elettroniche semi-attive Sachs, gestite dal nuovo sistema DSS (Ducati Skyhook System). Viene inoltre riproposta la versione speciale Pikes Peak, a seguito della vittoria nell'edizione 2012, dotata di particolari in fibra di carbonio, silenziatore Termignoni e cerchi forgiati a tre razze.

### Terza serie (2015-)

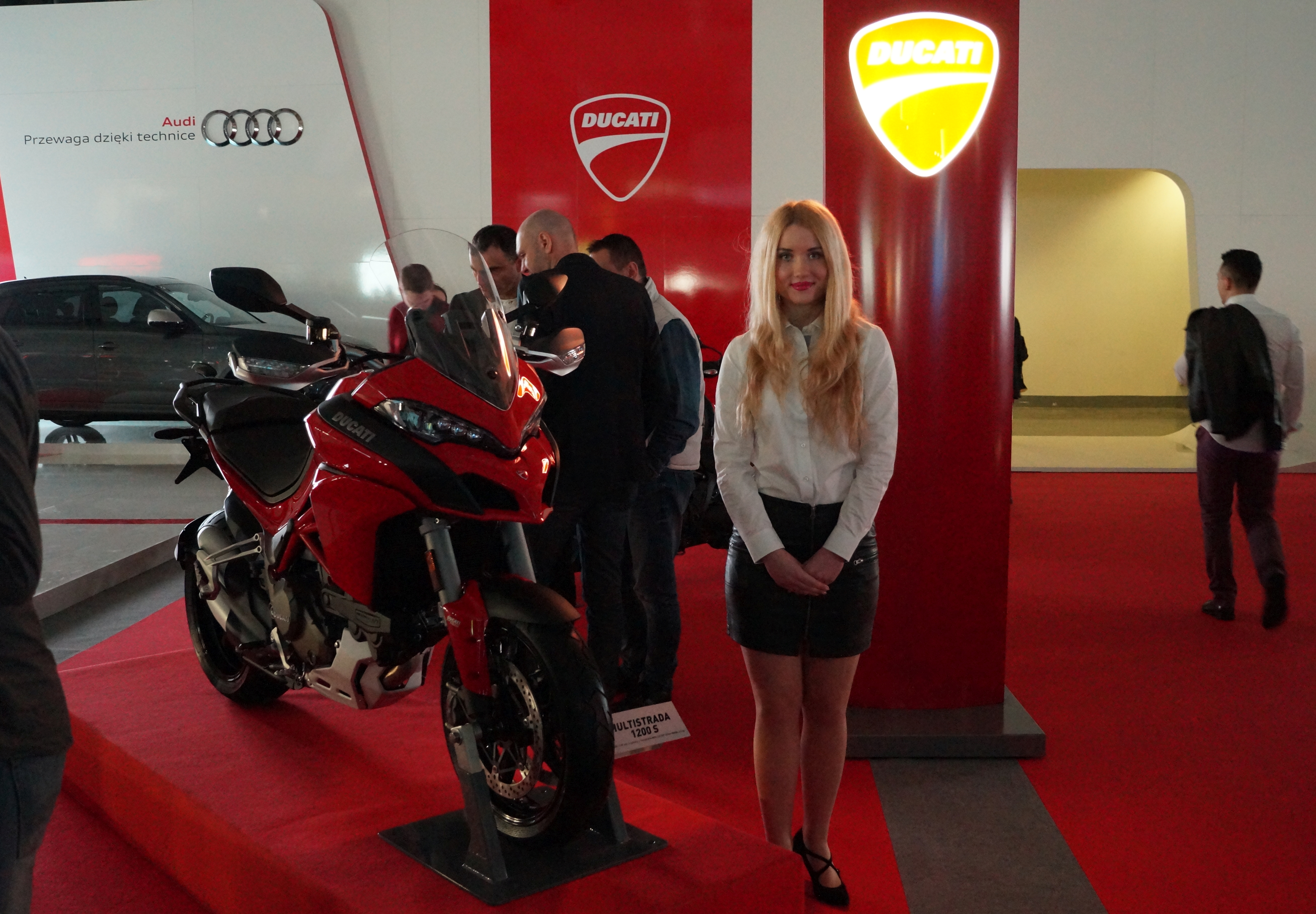
Una Ducati Multistrada 1200 S III serie

All'EICMA 2014 viene presentata la nuova versione della Multistrada, caratterizzata dall'innovativo propulsore Testastretta DVT (Desmodromic Variable Timing) da 1198,4 cm³ dotato di fasatura variabile continua sia all'aspirazione che allo scarico, il quale consente di raggiungere la potenza massima di 152 CV a 9500 giri e una coppia massima di 128 Nm a 7500 giri, riducendo emissioni (rispetta la normativa Euro 4) e consumi. Inoltre, l'introduzione di questo nuovo motore prevede il tagliando ogni 15.000km e il controllo gioco valvole a 30.000km. Il telaio in traliccio di tubi è stato ridisegnato, aumentando la luce a terra ma al contempo riducendo l'altezza della sella che ora è regolabile su due posizioni (825mm e 845mm); il forcellone è di tipo monobraccio pressofuso in alluminio.
Sul fronte dell'elettronica viene introdotta la piattaforma inerziale a 5 assi IMU (Inertial Measurement Unit) in grado di misurare dinamicamente gli angoli di rollio, imbardata e beccheggio, nonché la velocità delle relative variazioni di assetto. L'impianto ABS diventa così di tipo cornering (Bosch-Brembo ME9.1), cioè capace di controllare la frenata anche in curva, con la moto in piega. La nuova Multistrada è inoltre dotata di un Ducati Traction Control (controllo di trazione) più evoluto e del Ducati Wheelie Control (controllo anti-impennata) derivato dalla 1199 Panigale. Sulla Multistrada S è inoltre presente il sistema di sospensioni Sachs semi-attive DSS (Ducati Skyhook Suspension) Evolution che adegua l'assetto alle condizioni del fondo stradale, i fari full LED con funzione cornering, la strumentazione TFT LCD a colori a matrice attiva ed un impianto frenante maggiorato con dischi Brembo da 330mm abbinati a pinze Brembo M50.
Durante l'EICMA 2015 viene lanciata la variante Enduro, pensata anche per l'utilizzo in fuoristrada. È caratterizzata da una ciclistica specifica per questo modello, che comprende sospensioni DSS dall'escursione incrementata a 200mm, un nuovo forcellone bibraccio in alluminio e cerchi a raggi con anteriore da 19 pollici. La Enduro è inoltre dotata di serbatoio maggiorato da 30 litri, paracoppa, manubrio alto e altri accorgimenti per l'uso off-road.
Viene inoltre riproposta la versione Pikes Peak, ora dotata di sospensioni meccaniche Öhlins completamente regolabili, con forcella NiX30 all'anteriore e mono ammortizzatore TTX36 al posteriore entrambe con escursioni di 170mm. Completano l'allestimento diversi particolari in fibra di carbonio tra cui il silenziatore Termignoni omologato.
Nel novembre 2016 viene presentata all'EICMA di Milano la versione Multistrada 950, equipaggiata col Testastretta 11° da 937 cm³ capace di erogare 113 CV a 9000 giri e omologato Euro 4. Questo modello riprende alcune soluzioni introdotte sulla 1200 Enduro, come la ruota anteriore da 19 pollici e il forcellone bibraccio.
La gamma 2018 porta un'ulteriore novità: la Multistrada 1260 sostituisce le precedenti 1200 DVT e viene dotata del Testastretta DVT con cilindrata aumentata a 1262 cm³ per una potenza massima di 158 CV a 9500 giri ed una coppia massima di 129,5 Nm a 7500 giri. Telaio e forcellone subiscono aggiornamenti volti ad incrementare l'interasse (1585 mm contro i 1529 mm della precedente 1200 DVT) per una maggiore stabilità e precisione di guida. La versione S ripropone le sospensioni Sachs semi-attive gestite dal DSS (Ducati Skyhook Suspension) Evo, ma introduce anche come novità il cambio DQS (Ducati Quick Shift) che consente al pilota di cambiare marcia, senza l'ausilio della leva della frizione, sia in salita che in scalata. Come per la 1200 DVT, la 1260 in versione Pikes Peak è anch'essa dotata di sospensioni meccaniche Öhlins completamente regolabili con forcella NiX30 e mono ammortizzatore TTX36, silenziatore Termignoni omologato in carbonio e componentistica volta all'alleggerimento tra cui cerchi forgiati Marchesini (6 kg in meno rispetto alla 1260 S).
Per il 2019 anche la versione Enduro riceve il motore 1260, ma con una riduzione dell'escursione delle sospensioni anteriore e posteriore che passa dai 200mm della precedente 1200 a 185mm, mentre la 950 viene aggiornata con l'adozione della piattaforma inerziale, carenature simili alla sorella maggiore e alleggerimenti su cerchi e forcellone. Debutta inoltre la 950 S equipaggiata con sospensioni Sachs semi-attive DSS, cambio DQS Up&Down e proiettore full led.
La gamma 2020 vede l'introduzione della Multistrada 1260 S Grand Tour, studiata per i lunghi viaggi. E' equipaggiata di serie con borse laterali, cavalletto centrale, manopole riscaldabili, sella dedicata, faretti fendinebbia, tappo carburante ad apertura elettronica senza chiave e sensore di pressione degli pneumatici.
Per il 2021, le versioni 1260 vengono sostituite dalla nuova generazione V4; rimangono in produzione le 950 con propulsore aggiornato per rispondere alla normativa Euro 5.
Il model year 2022 introduce un'evoluzione della 950, che viene rinominata Multistrada V2. Il motore rimane il solito Testastretta 11° da 937 cm³ ma con bielle e frizione alleggerite, e un cambio ottimizzato. Interventi su sella e pedane conferiscono un'ergonomia migliorata, mentre i cerchi e altri componenti di derivazione Multistrada V4 contribuiscono a una riduzione di peso di 5kg. Disponibile inoltre la versione V2 S con sospensioni skyhook DSS, cruise control e cambio quick-shift Up&Down.

### Quarta serie (2021-)
La gamma 2021 porta al debutto la quarta generazione, caratterizzata da importanti novità. La più evidente riguarda il nuovo propulsore V4 Granturismo da 1158 cm³ e 170 CV a 10500 giri: si tratta di un quattro cilindri che abbandona la storica distribuzione desmodromica per un più classico ritorno a molle delle valvole. Il motore V4 Granturismo adotta la disattivazione della bancata posteriore al minimo in modo che non ci sia combustione nei cilindri, riducendo il consumo e migliorando il comfort termico grazie all’abbassamento delle temperature. Anche il telaio viene rivoluzionato: dal traliccio in tubi d'acciaio si passa al monoscocca in alluminio. Come già visto sui precedenti modelli Enduro e 950, vengono adottati il forcellone bibraccio e la ruota anteriore da 19" su tutta la gamma. Sulla V4 le sospensioni sono Marzocchi meccaniche completamente regolabili, mentre la V4 S è dotata di sospensioni semi-attive Ducati Skyhook Suspension Evolution con funzione auto-leveling per la regolazione automatica dell'altezza da terra. Un'anteprima assoluta è costituita dal sistema ARAS caratterizzato da radar anteriore e posteriore, mediante il quale è possibile l'implementazione del cruise control adattivo e del blind spot detection.
Col model year 2022 ritorna l'allestimento Pikes Peak, che ora si differenzia nettamente dal resto della gamma: la caratterizzazione sportiva del modello comprende il nuovo forcellone monobraccio (inedito sulle V4) e la ruota anteriore da 17", abbinati a geometrie specifiche per interasse, avancorsa, inclinazione del cannotto di sterzo, pedane rialzate e manubrio più stretto, inoltre debutta per la prima volta su una Multistrada la configurazione “Race” in sostituzione di quella “Enduro”, modalità indicata per la guida in circuito. Completano l'allestimento le nuove sospensioni elettroniche Öhlins Smart EC 2.0, il silenziatore in titanio e carbonio Akrapovic omologato, i cerchi in alluminio forgiato e diversi dettagli racing in carbonio come parafango e parte anteriore per alleggerire la moto. Sempre nel 2022 viene presentata la versione V4 Rally dedicata ai viaggi, con sospensioni semiattive dall’escursione maggiorata a 200 mm, Power Mode dedicato al fuoristrada, funzionalità Autoleveling, che garantisce un assetto costante al variare della configurazione pilota, passeggero e bagagli e un nuovo serbatoio in alluminio da 30 litri.

## Modelli

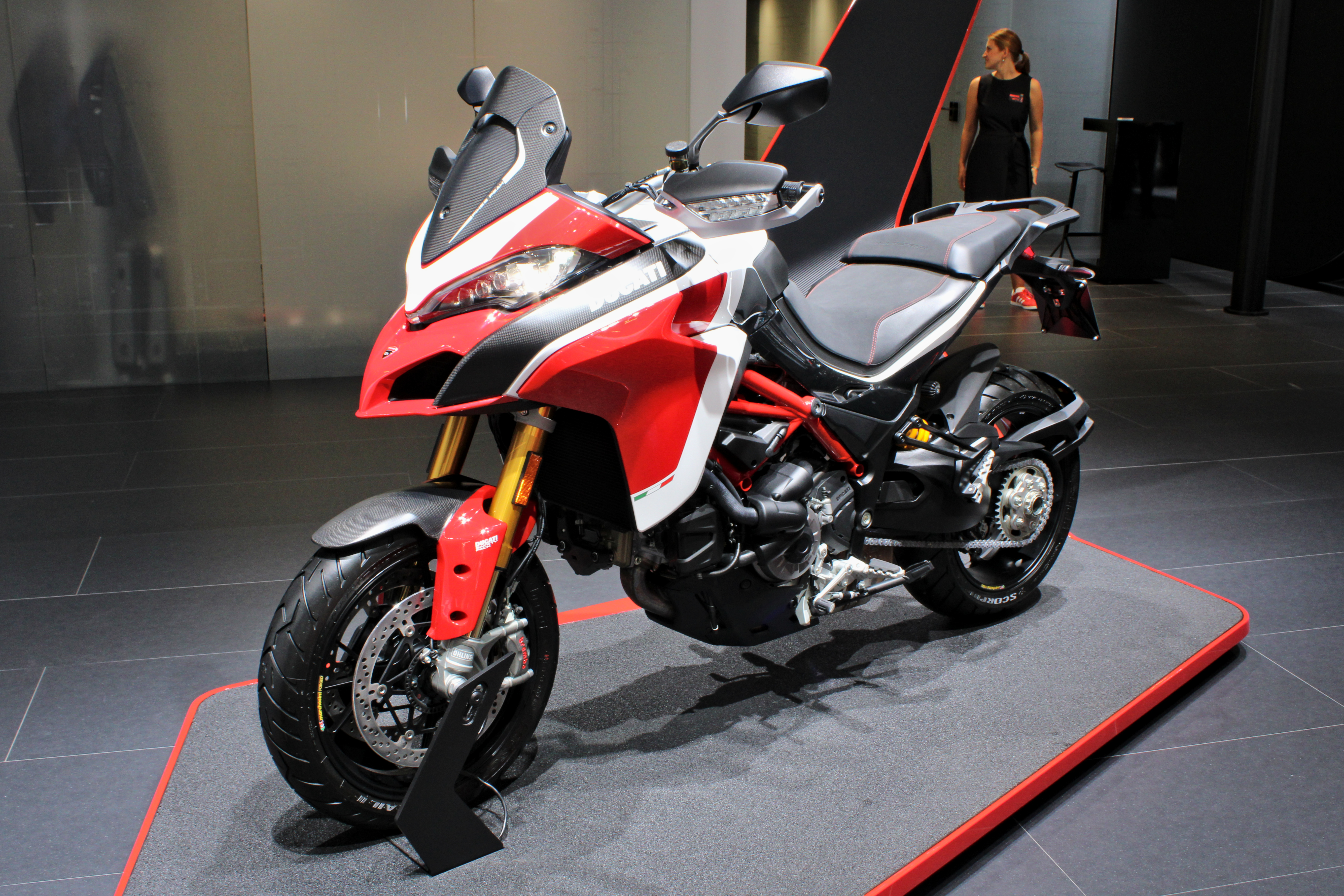
Ducati Multistrada 1260 Pikes Peak

| Serie   | Modello            | Anni      | Motore                       |
| ------- | ------------------ | --------- | ---------------------------- |
| Prima   | 1000 DS            | 2003-2006 | Desmodue DS 992 cm³          |
| Prima   | 1000S DS           | 2005-2006 | Desmodue DS 992 cm³          |
| Prima   | 620                | 2005-2006 | Desmodue 618 cm³             |
| Prima   | 620 Dark           | 2005-2006 | Desmodue 618 cm³             |
| Prima   | 1100               | 2007-2009 | Desmodue DS 1078 cm³         |
| Prima   | 1100S              | 2007-2009 | Desmodue DS 1078 cm³         |
| Seconda | 1200               | 2010-2012 | Testastretta 11° 1198 cm³    |
| Seconda | 1200S Sport        | 2010-2012 | Testastretta 11° 1198 cm³    |
| Seconda | 1200S Touring      | 2010-2012 | Testastretta 11° 1198 cm³    |
| Seconda | 1200S Pikes Peak   | 2011-2012 | Testastretta 11° 1198 cm³    |
| Seconda | 1200               | 2013-2014 | Testastretta 11° DS 1198 cm³ |
| Seconda | 1200S Touring      | 2013-2014 | Testastretta 11° DS 1198 cm³ |
| Seconda | 1200S Pikes Peak   | 2013-2014 | Testastretta 11° DS 1198 cm³ |
| Seconda | 1200S Granturismo  | 2013-2014 | Testastretta 11° DS 1198 cm³ |
| Seconda | 1200S D-air        | 2014      | Testastretta 11° DS 1198 cm³ |
| Terza   | 1200               | 2015-2017 | Testastretta DVT 1198 cm³    |
| Terza   | 1200S              | 2015-2017 | Testastretta DVT 1198 cm³    |
| Terza   | 1200S D-Air        | 2015-2017 | Testastretta DVT 1198 cm³    |
| Terza   | 1200 Enduro        | 2016-2018 | Testastretta DVT 1198 cm³    |
| Terza   | 1200 Pikes Peak    | 2016-2017 | Testastretta DVT 1198 cm³    |
| Terza   | 950                | 2017-2021 | Testastretta 11° 937 cm³     |
| Terza   | 950S               | 2019-2021 | Testastretta 11° 937 cm³     |
| Terza   | 950S Spoked Wheels | 2019-2021 | Testastretta 11° 937 cm³     |
| Terza   | 1260               | 2018-2020 | Testastretta DVT 1262 cm³    |
| Terza   | 1260S              | 2018-2020 | Testastretta DVT 1262 cm³    |
| Terza   | 1260S D-Air        | 2018-2020 | Testastretta DVT 1262 cm³    |
| Terza   | 1260 Pikes Peak    | 2018-2020 | Testastretta DVT 1262 cm³    |
| Terza   | 1260 Enduro        | 2019-2021 | Testastretta DVT 1262 cm³    |
| Terza   | 1260S Grand Tour   | 2020      | Testastretta DVT 1262 cm³    |
| Terza   | V2                 | 2022-     | Testastretta 11° 937 cm³     |
| Terza   | V2 S               | 2022-     | Testastretta 11° 937 cm³     |
| Quarta  | V4                 | 2021-     | V4 Granturismo 1158 cm³      |
| Quarta  | V4 S               | 2021-     | V4 Granturismo 1158 cm³      |
| Quarta  | V4 S Sport         | 2021-     | V4 Granturismo 1158 cm³      |
| Quarta  | V4 Pikes Peak      | 2022-     | V4 Granturismo 1158 cm³      |
| Quarta  | V4 Rally           | 2023-     | V4 Granturismo 1158 cm³      |
| Quarta  | V4 RS              | 2024-     | V4 Granturismo 1158 cm³      |
|         |                    |           |                              |